# Black Swan
Black Swan (conocida como El cisne negro en Hispanoamérica y Cisne negro en España) es una película estadounidense de suspense y terror psicológico dirigida en 2010 por Darren Aronofsky. Está protagonizada por Natalie Portman, Vincent Cassel, Mila Kunis, Barbara Hershey y Winona Ryder. Portman ganó el Óscar, el Globo de Oro y el Premio de la Asociación de Críticos y Guionistas estadounidenses por su actuación en este filme. Además, el filme obtuvo nominaciones a los BAFTA, a los Globos de Oro y a los Premios Óscar en la categoría de mejor película.
Aronofsky concibió la premisa al conectar su visión de El lago de los cisnes con un guion trunco sobre actores reemplazantes y la noción de ser acechado por un doble. El director también consideró a Black Swan como una pieza compañera a su film anterior El luchador, con ambas cintas envueltas en logradas interpretaciones de los distintos tipos de arte. Portman y él discutieron el proyecto por primera vez en 2000 y luego de un corto compromiso con Universal Pictures, Black Swan fue producida en Nueva York en 2009 bajo Fox Searchlight Pictures. Portman y Kunis tuvieron entrenamiento de ballet durante meses. Figuras notables del mundo de la danza ayudaron a la producción a formar la presentación del ballet. La cinta se presentó como la apertura del 67.º Festival Internacional de Cine de Venecia el 1 de septiembre de 2010. La película tuvo un lanzamiento limitado el 1 de diciembre de 2010.

## Argumento
Nina Sayers (Natalie Portman) es una joven e introvertida bailarina en una prestigiosa compañía de ballet de Nueva York. Vive con su madre, Erica (Barbara Hershey), que es una exbailarina y quien la consiente y la trata como una niña. 
La compañía se está preparando para abrir la temporada de invierno 2009 con El lago de los cisnes. El director, Thomas Leroy (Vincent Cassel), tiene que elegir una nueva bailarina principal después de obligar a Beth Macintyre (Winona Ryder) a la jubilación. Thomas quiere que la misma bailarina retrate tanto al inocente y frágil Cisne Blanco, como al gemelo sensual oscuro, el Cisne Negro. Nina audiciona para la obra, realizando a la perfección el Cisne Blanco, pero no es del todo capaz de emular las características del Cisne Negro. Aunque Nina no lo realiza bien durante su audición, se acerca a Thomas y le pide que la reconsidere como el papel principal. Él le dice que ella es la bailarina ideal para interpretar el Cisne Blanco, pero carece de la pasión necesaria para representar correctamente el Cisne Negro.
Nina en un principio a regañadientes acepta esto y decide abandonar cuando Thomas la detiene y le regaña por renunciar con demasiada facilidad. Aunque alaba su técnica, critica su actuación maquinal, diciendo que ni una sola vez la ha visto perderse a sí misma. Nina dice que ella quiere ser perfecta, a lo que Thomas replica diciendo que la perfección no es sobre el control, se trata de "dejarse ir". Cuando Thomas besa a la fuerza a Nina, que muestra un cambio de carácter y le muerde, él se convence de darle el papel a ella como la Reina Cisne. Nina asiste a una fiesta organizada para presentarla como la nueva bailarina estrella de la compañía, pero en la misma fiesta Beth, alcoholizada, enfrenta airadamente a Thomas y Nina. Más tarde, es atropellada por un coche y queda gravemente herida, a lo que Thomas sospecha que fue un intento de suicidio. Nina comienza a ser testigo de sucesos extraños. Thomas, por su parte, se convierte cada vez más crítico de su baile "frígido" y le insiste en dejar de ser perfeccionista y perderse en el papel. Thomas le pone de ejemplo a Lily (Mila Kunis), una bailarina recién llegada a la compañía, a quien describe como carente de la técnica impecable de Nina, pero que posee una calidad desinhibida que Nina no ha demostrado. La relación entre las dos bailarinas es tensa debido a las indiscreciones de Lily. Una noche, Lily aparece en el apartamento de Nina para invitarla a salir. Nina es vacilante al principio, pero como está decidida a rebelarse contra su madre, sale con Lily.
En un bar esa noche, Lily ofrece a Nina una cápsula de éxtasis para ayudarla a relajarse. Aunque asegura que sus efectos solo duran unas pocas horas, Nina lo rechaza. Lily después desliza la cápsula en su bebida mientras ella está ausente, Nina alcanza a verla, pero decide tomar la bebida de todos modos. Nina vuelve a casa tarde, se pelea con su madre, traba la puerta de su habitación, y se besa con Lily. Las dos se desvisten y Lily le hace sexo oral a Nina hasta que esta última aparentemente la ahoga con una almohada. A la mañana siguiente, Nina se despierta buscando a Lily y descubre que está sola y que llegará tarde al ensayo. Cuando llega al estudio, se encuentra con el baile de Lily como la Reina Cisne. Furiosa, se enfrenta a Lily y creyendo que ya son una pareja le pregunta por qué no la despertó ella esa mañana. Después de que Lily admite que pasó la noche con un hombre a quien conoció en el club, Nina se da cuenta de que ella soñó el encuentro. Las alucinaciones de Nina se vuelven más fuertes cuando ella ve a Thomas y Lily teniendo sexo en una zona tras bambalinas y al visitar a Beth en el hospital la mira apuñalándose a sí misma en la cara con una lima de uñas, la misma que a Nina luego se le cae de las manos ensangrentada en el ascensor.
Más tarde tiene una violenta discusión con su madre y le rompe la mano con la puerta de su habitación, tras lo cual Nina se desmaya. Preocupada por el comportamiento errático de Nina, su madre trata de impedir que haga su presentación en la noche de apertura; enfurecida, Nina se pone de pie y se va del apartamento. Thomas asigna a Lily para hacerse cargo, ya que la madre de Nina llamó para decirle que esta se encontraba enferma, pero de mala gana desiste cuando Nina insiste en llevar a cabo ella el rol protagónico. El primer acto va bien, hasta que en el momento en que Nina es levantada por su pareja de baile, es distraída por una alucinación, lo que hace que su pareja la haga caer. Angustiada, ella regresa a su camerino y se encuentra a Lily allí. Lily le informa que interpretará al Cisne Negro. Nina furiosa la arroja contra un espejo, rompiéndolo. 
Lily, aparentemente muerta, de pronto despierta, y su cara cambia de forma, transformándose en otra Nina. Su doble comienza a estrangular a Nina, que entonces agarra un pedazo de espejo y apuñala a su rival en el estómago, aparentemente matándola. El rostro de su doble revierte a la de Lily. Nina oculta el cuerpo en el baño. Esta acción hace que Nina sienta pasión y regresa al escenario para bailar totalmente desinhibida.
Nina comienza a ver brotar de su cuerpo plumas negras, los dedos de sus pies comienzan a juntarse como en las aves, sus brazos se convierten en alas negras, y ella finalmente se pierde a sí misma y se transforma en un cisne negro. Al final del acto, recibe una ovación de pie. Fuera del escenario, Thomas y el resto del elenco la felicitan por su impresionante rendimiento. Nina agarra a Thomas por sorpresa y lo besa. De vuelta en su camerino antes del acto final, Nina es felicitada por Lily, revelando que su lucha era, de nuevo, imaginaria. El espejo, sin embargo, seguía hecho pedazos. Nina extrae una pequeña esquirla de su propio cuerpo y se da cuenta de que se había apuñalado a sí misma. Bailando la última escena, en la que el Cisne Blanco se lanza por un precipicio, Nina descubre el llanto de su madre en la audiencia. Cuando Nina cae de espaldas sobre un colchón oculto, el teatro estalla en aplausos. Thomas y el elenco se reúnen para felicitarla, sólo para descubrir que ella está sangrando. Cuando las luces del techo blancas le envuelven, susurra: "Lo sentí. Perfecto. Fue perfecto." Mientras, Thomas dice a los demás que llamen a una ambulancia, pidiendo que salven a Nina.

## Reparto
- Natalie Portman como Nina Sayers
- Vincent Cassel como Thomas Leroy
- Mila Kunis como Lily
- Barbara Hershey como Erica Sayers
- Winona Ryder como Beth MacIntyre
- Ksenia Solo como Verónica

## Evolución
Aronofsky habló con Portman sobre la posibilidad de una película sobre ballet en el año 2000 y se encontró con que ella estaba interesada en interpretar a una bailarina de ballet. Portman explicó el ser parte de Black Swan diciendo: "Estoy tratando de encontrar papeles que demanden más adultez de mi parte porque te puedes quedar atorada en un horrendo estereotipo como una bonita mujer en el cine, especialmente siendo una persona tan pequeña." Ella también presentó a Aronofsky y Kunis, a quien conocía desde la película de 2008 Forgetting Sarah Marshall. Kunis comparó a Lily con Nina: "Mi personaje es muy suelto... no es tan buena técnicamente como el personaje de Natalie, pero tiene más pasión, naturalmente. Eso es lo que le falta a Nina." Los personajes femeninos son dirigidos en El lago de los cisnes por Thomas Leroy, interpretado por Cassel. Él comparó a su personaje con George Balanchine, quien cofundó el New York City Ballet y era "un obsesivo del control, un verdadero artista usando la sexualidad para dirigir a sus bailarines".
Portman y Kunis empezaron un entrenamiento de seis meses antes de comenzar a filmar para dar una imagen física de bailarinas. Portman lo hacía por cinco horas diarias haciendo ballet, ejercicio físico y natación. Unos meses cerca del rodaje, comenzó entrenamiento coreográfico. Kunis hizo lo propio con ejercicios aeróbicos y Pilates. Dijo: "Hice ballet cuando era niña como cualquiera lo hace. Usas un tutú y subes a escena luciendo muy linda y simpática. Pero esto es muy distinto porque no puedes simularlo. No puedes simplemente pararte allí y simular que sabes lo que haces. Todo tu cuerpo debe tener una estructura diferente." Georgina Parkinson, una maestra de ballet del American Ballet Theatre, entrenó a los actores en esta disciplina. Para escenas específicas, las bailarinas profesionales del American Ballet Theatre Sarah Lane y María Noel Riccetto fueron las "dobles de baile" de Portman y Kunis, respectivamente. Aronofsky dijo, durante la filmación, de la actuación de Portman que "fue capaz de lograrlo. Excepto las tomas en las que tenía que estar 'en punta' por mucho tiempo, siempre es ella en la pantalla. No usé mucho a su doble."
Benjamin Millepied, un bailarín principal del New York City Ballet, debutó en Black Swan tanto como actor como coreógrafo. Pronto, comenzó una relación con Natalie Portman, con quien más adelante se casó y tuvo un hijo.
Además de las interpretaciones de solista, miembros del Pennsylvania Ballet fueron elegidos como el cuerpo de baile. También aparecen Kristina Anapau, Toby Hemingway, Sebastian Stan y Janet Montgomery.

## Producción

### Concepción
Darren Aronofsky se interesó en el ballet por primera vez cuando su hermana estudiaba danza en la High School of Performing Arts en Nueva York. La idea básica para él comenzó cuando contrató guionistas para rearmar un guion llamado The Understudy (El actor suplente), que trataba sobre actores de off-Broadway, y exploró la noción de ser acechado por un doble. Aronofsky dijo que el guion tenía elementos de los films All About Eve, de Joseph L. Mankiewicz, y El inquilino, de Roman Polanski, y de la novela El doble, de Fiodor Dostoevski. El director también había visto numerosas producciones de El lago de los cisnes y conectó en su guion la dualidad del Cisne Blanco y del Cisne Negro. Al investigar para la producción de Black Swan se encontró con que el ballet es un "mundo muy aislado" en el que los bailarines no "se impresionaban con películas". Sin embargo, encontró bailarines activos e inactivos que compartieran con él sus experiencias. Además estuvo tras bambalinas para ver al ballet del Teatro Bolshói en una presentación en el Lincoln Center.
Aronofsky llamó a Black Swan una pieza compañera de su film anterior El luchador, recordando uno de sus tempranos proyectos acerca del romance entre un luchador y una bailarina. Eventualmente separó ambos mundos al ser "demasiado para una sola película". Comparó a los dos films: "Algunos consideran a la lucha como el arte más bajo -si es que lo llaman arte- y al ballet algunos lo consideran el arte más elevado. Pero era asombrosa para mí la similitud que tienen los intérpretes en cada uno de esos mundos. Ambos hacen un uso increíble de sus cuerpos para expresarse." La actriz Natalie Portman comparó la naturaleza de thriller psicológico con la película Rosemary's Baby (1968), de Roman Polanski, mientras que Aronofsky dijo que Repulsión (1965) y El inquilino (1976) (ambas también de Polanski) fueron "grandes influencias" en la cinta. Vincent Cassel también comparó a Black Swan con los primeros trabajos de Polanski y además con los de David Cronenberg.
Varios críticos y espectadores han señalado muchas semejanzas con la película de animación japonesa Perfect Blue, de Satoshi Kon. Durante años se ha extendido el bulo de que Aronofsky compró los derechos de la película japonesa para poder tomarla de inspiración para sus obras, como Réquiem por un sueño. El propio director ha negado repetidamente esta información y ha rechazado cualquier inspiración a pesar de las evidentes similitudes entre ambos filmes, que van desde composiciones de planos hasta secuencias completas.

### Desarrollo y rodaje
Aronofsky y Portman discutieron acerca de un film de ballet en el año 2000, aunque el guion no estaba aún escrito. Él le contó acerca de la escena de amor entre las bailarinas competidoras y Portman recuerda: "Pensé que eso era muy interesante porque esta película es, en muchas formas, una exploración del ego de un artista y esa especie de atracción narcisista para consigo mismo que es al mismo tiempo repulsión." En la década en la cual la producción esperaba, ella dijo que "el hecho de que haya esperado tanto tiempo con esta idea... me dejó madurarla un poco antes de filmar." Black Swan comenzó a desarrollarse en 2007 cuando Aronofsky le propuso algo detallado a Universal Studios luego de haber lanzado La fuente de la vida y planearon apurar el proyecto. Cuando terminó con El luchador en 2008, le propuso a Mark Heyman, con quien había trabajado en la película, si podía escribir Black Swan. En junio de 2009, Universal había puesto en venta los derechos, generando la atención de otros estudios y divisiones especiales, particularmente con Portman involucrada. Black Swan comenzó, entonces, a desarrollarse bajo Protozoa Pictures y Overnight Productions, siendo la última la financiadora. En julio de 2009, Mila Kunis fue contratada en el papel principal de la rival de Portman.
En noviembre de 2009, cuando Overnight Productions ya no estaba envuelta, Fox Searchlight Pictures ingresó como la co-financiadora y distribuidora de Black Swan. El film obtuvo la aprobación de un presupuesto de U$S10-12 millones y la filmación comenzó en Nueva York hacia el final de 2009. Aronofsky filmó Black Swan con pocos recursos y estilo granuloso para que fuera similar a El luchador. Parte del rodaje se desarrolló en el Centro Artístico de la Universidad Estatal de Nueva York en Puchase. La banda sonora fue compuesta por Clint Mansell, colaborador durante años de Aronofsky, que la armó usando elementos de El lago de los cisnes.

## Lanzamiento
Black Swan tuvo su estreno mundial en la apertura del 67.º Festival Internacional de Cine de Venecia, el 1 de septiembre de 2010. Recibió una ovación de pie que, según la revista Variety, fue "una de las más fuertes de las que se recuerdan en Venecia". El director artístico del festival, Marco Mueller, había elegido Black Swan por sobre The American (protagonizada por George Clooney) como film de apertura diciendo que "era la mejor opción... Clooney es un maravilloso actor y siempre será bienvenido en Venecia. Pero fue tan simple como eso". Black Swan se exhibió en la competencia y fue el tercer film consecutivo de Aronofsky en el festival, luego de La fuente de la vida y El luchador. Además, Black Swan fue una de las siete cintas nominadas para el premio Queer Lion que se entrega al mejor film con "temática y cultura homosexuales".
Black Swan fue presentada como adelanto en el Festival de Cine de Telluride, Colorado, el 5 de septiembre de 2010. También tuvo una proyección de gala en el 35º Festival Internacional de Cine de Toronto más tarde ese mes. En octubre de 2010, Black Swan fue parte de la selección para el Festival de Cine de Nueva Orleans. Durante el mismo mes el film fue proyectado también en el Festival de Cine de Austin.
La película tuvo un lanzamiento limitado en ciudades selectas de Estados Unidos y Canadá el 1 de diciembre de 2010. En el Reino Unido fue estrenada el 11 de febrero de 2011, y de acuerdo con el periódico The Independent, el film era uno de los "más anticipados" de finales de 2010. El periódico lo comparó con la cinta de ballet de 1948 Las zapatillas rojas, al tener "una calidad abrumadora... de una bailarina consumida por sus deseos de bailar".

## Respuesta de la crítica
En el sitio web Rotten Tomatoes posee un 85% de aceptación por parte de los críticos, basado en 309 comentarios. Mientras en el sitio Metacritic, su aprobación llega al 79, basado en 42 comentarios.
Entertainment Weekly escribió que basados en las críticas de la proyección en el Festival de Venecia, "Black Swan ya es una de las películas del año que más causará amor/odio". Reuters describió la temprana respuesta al film como "altamente positiva" y la actuación de Portman muy elogiada.
Mike Goodridge de Screen Daily llamó a Black Swan "alternativamente perturbadora y excitante" y la describió como un híbrido entre The Turning Point y las películas de Polanski Repulsión y Rosemary's Baby. Goodridge dijo sobre la actuación de Portman: "Ella es cautivadora como Nina... captura la confusión de una jovencita reprimida al ser tirada a un mundo de peligros y tentaciones, con una veracidad estremecedora". El crítico también elogió a Cassel, Kunis y Hershey en sus roles secundarios, particularmente comparando a Hershey con Ruth Gordon en el papel de la "madre celosa y desesperada". Goodridge alabó la fotografía de Libatique en las escenas de danza y en las psicológicamente "alteradoras": "Es un viaje psicológico hiptónico que se yergue a lugares gloriosos con el intento de Nina por dar una performance perfecta."
Kirk Honeycutt de The Hollywood Reporter tuvo menos elogios para la película. Escribió: "Black Swan es un instantáneo placer, hermosamente filmada, una película visualmente compleja cuya parte mala es justamente lo que la hace buena. El espectador puede alabar la fina audacia de mezclar enfermedades mentales con el desgastante rigor físico y mental del ballet, pero sus morbosas imágenes y la agresiva competencia entre dos bailarinas rivales son bastante irresistibles". Honeycutt comentó acerca de la suntuosa coreografía de Millepied y el "agudo y tejido" trabajo de cámara de Libatique. El crítico dijo de la mezcla temática: "Aronofsky... nunca logra maridar los elementos del género al mundo del ballet... La dinámica de Cisne Blanco/Cisne Negro casi funciona, pero el sinsentido de película de terror arrastra todo al pozo de lo ridículo."

## Reacciones al Óscar de Natalie Portman
Sarah Lane, la bailarina que ejerció como doble de cuerpo de Portman, restó importancia al Óscar de la actriz, argumentando que tan sólo el 5% de las escenas de baile habían sido realizadas por Portman: «Es imposible que en un año se aprenda lo que yo hice durante veintiuno».
Se especula que dichas declaraciones de Lane no eran más que para captar atención mediática, y el director de la película, Darren Aronofsky, no sólo defendió a Portman, sino que también aportó pruebas palpables: contó las veces que la actriz aparece bailando en la película. Al final, su conclusión es que la actriz hizo entre el 80 y el 90 por ciento de las rutinas de baile, y el resto, los movimientos más complicados, fueron realizados por Lane.
«Esta es la realidad. Pedí a mi editor que contara las tomas. Hay 139 tomas de baile en la película; 111 son solo de Natalie Portman; 28 son de su doble de baile Sarah Lane. Si haces un cálculo, el 80% es de Natalie Portman», dijo Aronofsky en una declaración para EW. «Con respecto a la duración: las tomas que cuentan con la doble son tomas amplias y rara vez aparecen más de un segundo. Hay dos secuencias más largas de baile complejo en la que reemplazamos la cara. Aun así, desde el punto de vista de la duración, más del 90% del tiempo sería Natalie Portman», agregó el director.
Aronofsky también contradijo las afirmaciones de Lane cuando esta dijo que Portman no era una bailarina porque no podía bailar en los zapatos de punta.
«Estoy respondiendo a esto para aclarar las cosas y defender a mi actriz. Natalie hizo muchísimos esfuerzos para ofrecer una interpretación espectacular, tanto desde el punto de vista emocional como físico. Y quiero que nadie piense que no es ella a quien están viendo. Además, las escenas dramáticas y de suspenso con el estilo, ternura, pánico, tristeza e interpretación de Natalie, fueron las que dieron origen a la nominación e impacto de la película, no tanto las escenas de baile, ya que la doble no fue la que tuvo que besar a otra mujer, ni enfrentarse al dilema de ser reemplazada, dominada por su madre y todos esos dilemas que el personaje requería, esa magia no podía darla más que la talentosa Natalie Portman, no mas recuerden el papel en Léon, el profesional, sus gestos y belleza son los que cautivan al público. Es ella», añadió.

## Controversia
Varios críticos señalaron un gran parecido entre la película de animación de 1997 Perfect Blue del director Satoshi Kon y El cisne negro de Aronofsky. En respuesta a estas comparaciones entre Perfect Blue y Black Swan, Aronofsky reconoció las similitudes en 2010, pero negó que Black Swan estuviera inspirada por Perfect Blue. Kon comentó en su blog que había conocido a Aronofsky en 2001.

## Premios y nominaciones
La película estuvo nominada a cinco Premios Óscar, obteniendo Natalie Portman el de Mejor actriz. Así mismo, Portman se llevó un Globo de Oro y un BAFTA en la máxima distinción interpretativa femenina. Black Swan cosechó un total de 189 nominaciones y 63 premios ganados.